# 京都外環状線

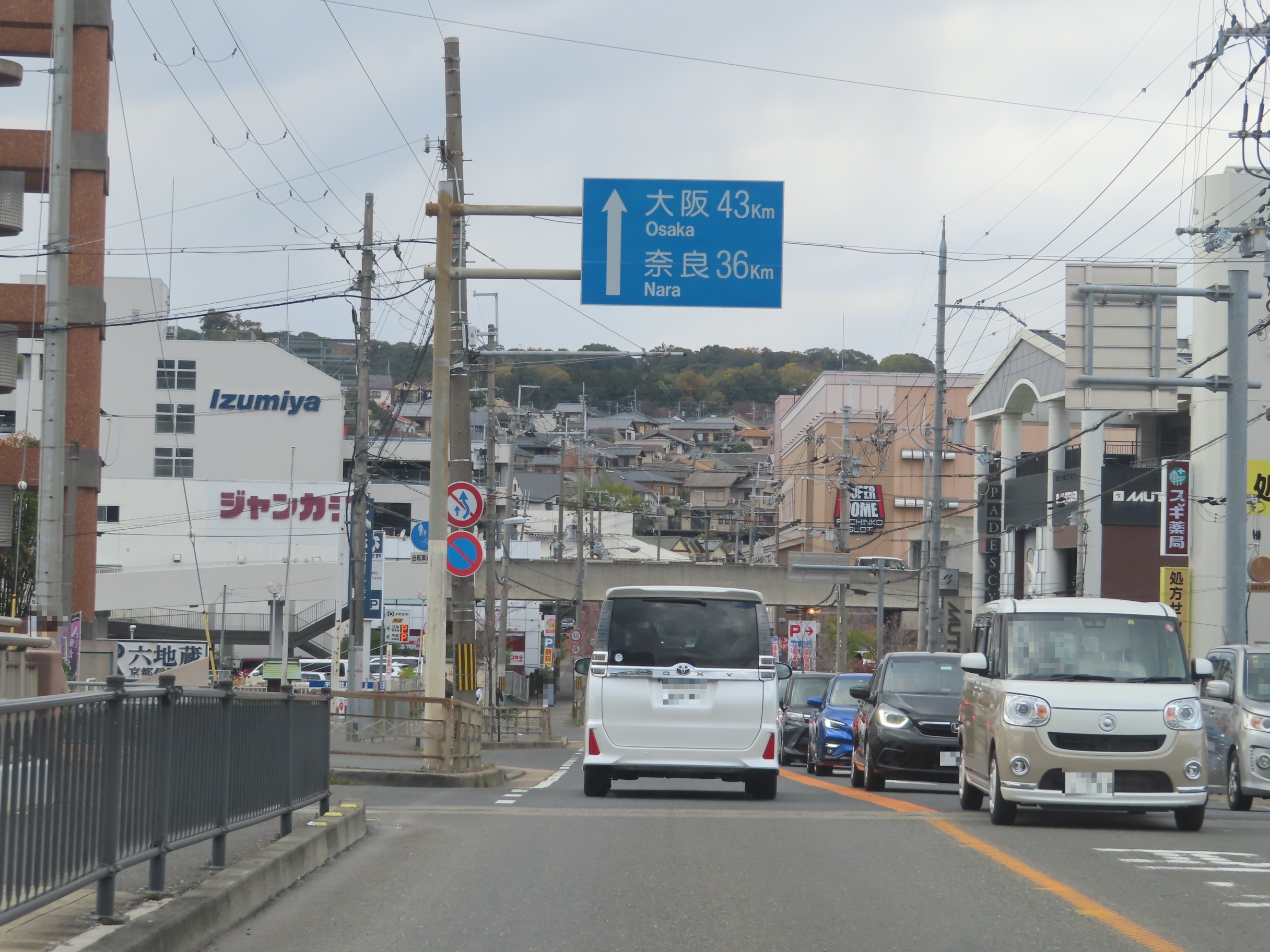
宇治市と京都市伏見区との境界となる新六地蔵橋。

京都外環状線（きょうとそとかんじょうせん）は、京都府の環状道路の一つ。京都市山科区外環三条交差点から宇治市六地蔵を経由して長岡京市今里付近に至る道路。基本的には市道外環状線だが、いろいろな主要地方道、府道が重複している道路である。京都市周辺の環状道路には他に京滋バイパス・京都第二外環状道路と京都市道181号京都環状線がある。
観月橋北詰交差点（国道24号と接続）以東の大半は片側1車線の道路であるため渋滞も多い。特に山科区東野交差点、山科区役所前交差点（新十条通と接続）、宇治市六地蔵奈良町交差点（東行）、伏見区観月橋北詰交差点（西行）および伏見区横大路交差点などで頻発する。
外環三条（山科駅前）から六地蔵までの間は、地下鉄東西線がこの道路の地下を走っている。
観月橋北詰交差点から下三栖交差点間の陸橋および、羽束師橋（1997年4月17日供用開始）は歩行者および軽車両の通行が禁止されている。

## 概要
京都外環状線に対応する道路法上の認定路線名は次のとおり。
- 市道外環状線（京都市山科区外環三条交差点 - 京都市山科区山科区役所前交差点）
- 京都府道117号小野山科停車場線（京都市山科区山科区役所前交差点 - 京都市山科区小野河原町）
- 市道外環状線（京都市山科区小野河原町 - 宇治市六地蔵奈良町交差点）
- 京都府道7号京都宇治線（宇治市六地蔵奈良町交差点 - 京都市伏見区観月橋北詰交差点）
- 京都市道188号観月橋横大路線（京都市伏見区観月橋北詰交差点 - 京都市伏見区外環横大路交差点）
- 京都府道79号伏見柳谷高槻線（京都市伏見区外環横大路交差点 - 京都市伏見区菱川交差点）
- 京都府道203号志水西向日停車場線（京都市伏見区菱川交差点 - 向日市一文橋交差点）
- 京都府道67号西京高槻線（向日市一文橋交差点 - 長岡京市今里）

都市計画道路Ⅰ・Ⅲ・46号外環状線としては、未着手区間が京都府道67号西京高槻線と一部重なりながら長岡京市西の京付近から国道9号千代原口まで続く。総延長は京都市区間16.6km、向日市区間3.4km、長岡京市区間2.0kmの合計22.1km。

## 通過市町村
- 京都府
  - 京都市（山科区 - 伏見区）- 宇治市 - 京都市（伏見区） - 向日市 - 長岡京市

## 交差する道路
- 左側が内回り側、右側が外回り側。
- 交差する道路の特記がないものは市道。

| 交差する道路                           | 交差する道路                       | 交差する場所 | 交差する場所 | 交差する場所 | 路線番号  |
| -------------------------------------- | ---------------------------------- | ------------ | ------------ | ------------ | --------- |
| 山科駅前方面                           |                                    |              |              |              |           |
| 府道143号四ノ宮四ツ塚線 <三条通>       | 府道143号四ノ宮四ツ塚線 <三条通>   | 京都市       | 山科区       | 外環三条     | -         |
| 国道1号（五条バイパス）                | 国道1号（五条バイパス）            | 京都市       | 山科区       | 山科区東野   | -         |
| 府道117号小野山科停車場線              |                                    | 京都市       | 山科区       |              | -         |
| 府道117号                              |                                    | 京都市       | 山科区       |              |           |
|                                        | 府道117号小野山科停車場線          | 京都市       | 山科区       |              |           |
| -                                      |                                    | 京都市       | 山科区       |              |           |
| 府道35号大津淀線                       | 府道35号大津淀線                   | 京都市       | 山科区       | 外環小野     |           |
| 府道7号京都宇治線                      | 府道7号京都宇治線                  | 宇治市       | 宇治市       | 六地蔵奈良町 |           |
| 府道7号京都宇治線                      | 府道7号京都宇治線                  | 宇治市       | 宇治市       | 六地蔵奈良町 | 府道7号   |
| <新小栗栖街道]                         | -                                  | 京都市       | 伏見区       | 桃山西尾     |           |
|                                        | 府道128号六地蔵停車場線            | 京都市       | 伏見区       | 六地蔵       |           |
| 国道24号 <奈良街道>                    | 国道24号 <奈良街道>                | 京都市       | 伏見区       | 観月橋北詰   |           |
| 国道24号 <奈良街道>                    | 国道24号 <奈良街道>                | 京都市       | 伏見区       | 観月橋北詰   | 市道188号 |
| 府道115号伏見港京都停車場線 <竹田街道> | -                                  | 京都市       | 伏見区       | 竹田街道外環 |           |
| <油小路通>                             | 国道1号第二京阪道路                | 京都市       | 伏見区       | 下三栖       |           |
| 国道1号（枚方バイパス） <京阪国道>     | 国道1号（枚方バイパス） <京阪国道> | 京都市       | 伏見区       | 横大路       |           |
| 府道13号京都守口線                     | 府道13号京都守口線                 | 京都市       | 伏見区       | 外環横大路   |           |
| 府道13号京都守口線                     | 府道13号京都守口線                 | 京都市       | 伏見区       | 外環横大路   | 府道79号  |
| 府道123号水垂上桂線                    | 府道79号伏見柳谷高槻線             | 京都市       | 伏見区       | 菱川         |           |
| 府道123号水垂上桂線                    | 府道79号伏見柳谷高槻線             | 京都市       | 伏見区       | 菱川         | 府道203号 |
| 国道171号                              | 国道171号                          | 京都市       | 伏見区       | 菱川         |           |
| 国道171号                              | 国道171号                          | 向日市       | 向日市       | 上植野       |           |
| 府道67号西京高槻線                     | 府道67号西京高槻線                 | 向日市       | 向日市       | 一文橋       |           |
| 府道67号西京高槻線                     | 府道67号西京高槻線                 | 向日市       | 向日市       | 一文橋       | 府道67号  |
| 府道67号西京高槻線                     |                                    | 長岡京市     | 長岡京市     | 今里         |           |
| 府道67号西京高槻線                     |                                    | 長岡京市     | 長岡京市     | 今里         |           |

## 交通量
2005年度（平成17年度道路交通センサスより）
平日24時間交通量（台）
- 山科区椥辻平田町：29,075
- 伏見区横大路下三栖城ノ前町：25,292
- 伏見区羽束師菱川町：22,537

## 沿線施設
- JR西日本 東海道本線（琵琶湖線）・湖西線 山科駅
- 京阪京津線 京阪山科駅
- 京都市営地下鉄東西線 山科駅
- ラクト山科
- 西友山科店
- 京都市営地下鉄東西線 東野駅
- イオンタウン山科椥辻
- 京都市営地下鉄東西線 椥辻駅
- 京都市山科区役所（山科区総合庁舎）
- 京都府山科警察署 - やや離れている。
- 京都市営地下鉄東西線 小野駅
- 勧修寺 - やや離れている。
- 醍醐寺 - やや離れている。
- パセオ・ダイゴロー - 商業・公共複合施設、京都市営地下鉄東西線 醍醐駅併設。
- 京都市伏見区役所醍醐支所
- 京都市営地下鉄東西線 石田駅
- 武田総合病院
- 京都市東クリーンセンター・東余熱利用センター
- JR西日本奈良線・京都市営地下鉄東西線 六地蔵駅
- MOMOテラス
- イズミヤ六地蔵店
- 大善寺
- 京阪宇治線 六地蔵駅
- 宣照寺
- 京阪宇治線 桃山南口駅
- 京阪宇治線 観月橋駅
- 京阪本線・京阪宇治線 中書島駅 - やや離れている。
- 伏見港公園
- 京都市営バス横大路営業所
- 小倉山荘物流 伏見
- デイリーカナートイズミヤ 羽束師店
- しまむら 伏見店
- 日本たばこ産業 関西工場
- 吹田総合車両所京都支所 - やや離れている。
- 一文橋
- JA京都中央 乙訓農産加工場
- 西山病院